# 山名正夫
山名 正夫（やまな まさお、1905年12月25日 - 1976年1月27日）は、日本の航空工学者。工学博士。兵庫県出身。

## 略歴
東京帝大卒。海軍航空技術廠に奉職し艦上爆撃機の彗星や陸上爆撃機 銀河、特攻兵器 桜花の開発に携わる。空技廠飛行機部員を勤めながら東京帝国大学教授を兼任。戦後は防衛庁を経て東京大学、明治大学の教授を歴任。
1953年、日本大学と日本飛行機の旧社員であった吉原謙二郎（創業者）たちによって設立された岡村製作所が共同で、日大/岡村N-52という「並列複座の軽飛行機」を製作した際に開発に参加している。
1966年に発生した全日空羽田沖墜落事故の事故技術調査団（団長 木村秀政 日本大学教授）に参加。東京湾から揚集された機体の残骸を調査し、残骸に残る様々な痕跡や遺体の状況、不自然な残骸散布位置に着目。検証実験の末に機体欠陥説を主張したが、操縦ミス説を唱える調査団主流派と対立し辞任した。
明大教授時代には、メタンガスで人工の人魂を作る実験を行い成功した。この実験は、学研のひみつシリーズ「コロ助の科学質問箱」の最初の質問で紹介されており、山名も質問に答える研究者として、実名で登場している。

### 軍歴
- 1939年4月 - 海軍造兵大尉（初任） 横須賀鎮守府附 
  - 7月 - 航空廠飛行機部員
  - 11月 - 海軍造兵少佐
- 1942年11月 - 海軍技術少佐
- 1943年7月 - 空技廠飛行機部員兼東京帝大教授
- 1944年7月 - 海軍技術中佐　飛行部設計課設計主任
- 1945年9月 - 予備役

## 著作
- 飛行機設計論 (1968年) 山名 正夫　中口 博 共著
- 最後の30秒―羽田沖全日空機墜落事故の調査と研究 (1972年)